# Laurence Waddell

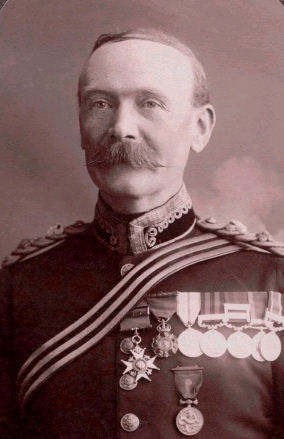
Lawrence Waddell

Laurence Austine Waddell (1854 - 1938) was een Brits luitenant-kolonel in het leger van Brits-Indië, ontdekkingsreiziger en verzamelaar in Tibet en schrijver.
Waddell maakte veel reizen door India in de jaren 1890, inclusief aangrenzende gebieden zoals Sikkim, Nepal en Tibet en hij schreef over de Tibetaans boeddhistische praktijken die hij onderweg observeerde.
Tijdens verblijf met het Britse leger in Darjeeling leerde Waddell Tibetaans en hij trok het land verschillende malen in het geheim en vermomd binnen. Waddell ging mee als cultureel adviseur tijdens de Britse Veldtocht in Tibet van 1903-4 onder leiding van Francis Younghusband en naast Charles Alfred Bell werd hij gezien als een van de belangrijkste autoriteiten van zijn tijd op het gebied van het Tibetaans boeddhisme.
In zijn latere werken deed Waddell vergelijkend onderzoek tussen de culturen en van het Westen en het Nabije Oosten.

## Werk
- Buddhism of Tibet or Lamaism, With Its Mystic Cults, Symbolism and Mythology and in Its Relation to Indian Buddhism (1895)
- Among the Himalayas (1899)
- Lhasa and Its Mysteries-With a Record of the British Tibetan Expedition of 1903-1904 (1905)
- The Birds of Sikkim (1893)
- Aryan Origin of the Alphabet (1927)
- Indo-Sumerian Seals Deciphered discovering Sumerians of Indus Valley as Phoenicians, Barats, Goths & famous Vedic Aryans 3100-2300 B.C. (1925)
- The Makers of Civilization (1929)
- Phoenician Origin of the Britons, Scots, and Anglo-Saxons (2nd ed. 1925)
- Sumer-Aryan Dictionary. An Etymological Lexicon of the English and other Aryan Languages Ancient and Modern and the Sumerian Origin of Egyptian and its Hieroglyphs (1927)
- The British Edda (1930)

- Bibliothèque nationale de France: cb12481041m (data)
- CiNii: DA02389053
- Gemeinsame Normdatei: 117086622
- International Standard Name Identifier: 0000 0001 1020 9455
- Library of Congress Control Number: n50019535
- Nationale Bibliotheek van Tsjechië: xx0215132
- Nationale bibliotheek van Australië: 35585576
- Nationale Bibliotheek van Israël: 987007303865005171
- Nederlandse Thesaurus van Auteursnamen: 073441430
- SNAC: w6v84rdb
- Système universitaire de documentation: 067033776
- Trove: 1004498
- Virtual International Authority File: 9949800
- WorldCat: E39PBJdgRTTqTPjxThvB4HmPQq